# روبرت موينيت
روبرت موينيت (بالفرنسية: Robert Mouynet) (25 مارس 1930 في طولون) لاعب كرة قدم فرنسي معتزل كان يجيد اللعب في خط الوسط . تم استدعائه للمشاركة مع منتخب فرنسا في بطولة كأس العالم لكرة القدم 1958 التي أقيمت في السويد ولكنه لم يلعب أي مباراة .

## روابط خارجية
- روبرت موينيت على موقع قاعدة بيانات كرة القدم.إي يو (الإنجليزية)
- روبرت موينيت على موقع Soccerway.com (الإنجليزية)
- روبرت موينيت على موقع عالم كرة القدم.نت (الإنجليزية)